# Neus Garriga Turón
Neus Garriga Turón (Malgrat de Mar, el 18 de octubre de 1978) es una regatista española de vela. Participó en los Juegos Olímpicos en Sídney 2000, donde consiguió el cuarto puesto en la Clase Europe, y en los de Atenas 2004, convirtiéndose en la única regatista española que ha acudido a dos Juegos Olímpicos en la clase Europe.

## Trayectoria
Empezó a navegar a los 8 años de edad en la clase Optimist, y formaría parte de la Selección Catalana de Vela durante tres años (1991-1993).
A los 15 años, decidió pasarse a la clase olímpica Europe, siguiendo los pasos de su hermano mayor, y sería en este momento cuando aun siendo juvenil, entró a formar parte del Equipo Preolímpico Español de Vela.
En 1996 hizo de sparring a la que fue su entrenadora al iniciarse en la vela. Así, entrenó con Helen Montilla para la preparación de los Juegos Olímpicos de Atlanta ‘ 1996. Esa experiencia le permitió vivir de cerca una preparación Olímpica.
Su primer podio internacional llega en 1997, en el Campeonato de Europa Juvenil de la clase Europe en Tönsberg, Noruega, consiguiendo la Medalla de Plata, resultado que le daría el pasaporte para figurar como Deportista de Alto Nivel en el BOE. Su brillante evolución aún en categoría Juvenil, hizo que le fuera otorgada una Beca de estancia interna en la Residencia Blume de Barcelona entre los años 1997 a 1999.
En 1999, consiguió la medalla de Plata en la Universiada de Palma de Mallorca en la clase Europe.
En sus primeros Juegos Olímpicos, Sídney 2000, consiguió el cuarto lugar y Diploma Olímpico, siendo en ese momento, la representante más joven del Equipo Español de Vela.
Cuatro años más tarde, participó también en los JJOO de Athens 2004, convirtiéndose en la única regatista española que ha acudido a dos Juegos Olímpicos en la Clase Europe.
Tras la olimpiada de Atenas, Neus se retiró de su carrera deportiva, para centrarse en la finalización de sus estudios.
Actualmente, trabaja como Ortodoncista, compaginándolo con su labor de asesora técnica del Equipo de Regatas del Club de Vela de Blanes y con la práctica de la vela en clase crucero RC (Equipo Maltesers 2008 y Equipo Stelle Olimpiche 2009-2010).
- Datos: Q6041333